# Fantomszál
A Fantomszál (eredeti cím: Phantom Thread) 2017-ben bemutatott amerikai történelmi romantikus filmdráma, melyet Paul Thomas Anderson írt és rendezett.
Az 1950-es évek haute couture világában, Londonban játszódó film főhőse egy ruhatervező, aki múzsájául fogad egy fiatal pincérnőt. A film főbb szerepeiben Daniel Day-Lewis, Vicky Krieps és Lesley Manville látható. Ez volt Day-Lewis utolsó filmszerepe a visszavonulása előtt, egyben az első film, melyet Anderson az Amerikai Egyesült Államokon kívül forgatott. A rendező második alkalommal dolgozott együtt a színésszel és negyedik alkalommal a zeneszerző Jonny Greenwooddal.
A Fantomszál premierje 2017. december 11-én volt New Yorkban, a mozikba 2017. december 25-én került.
A kritikusok dicsérték a filmet, a színészi alakítások mellett a forgatókönyvet, a rendezést, a film zenéjét, a jelmezeket és a kivitelezést is. Az Amerikai Filmkritikusok Szövetsége (National Board of Review) a 2017-es év tíz legjobb filmje közé válogatta be.
A 90. Oscar-gálán legjobb film, legjobb rendező, legjobb férfi főszereplő (Day-Lewis), legjobb női mellékszereplő (Manville), legjobb eredeti filmzene és a legjobb jelmeztervezés kategóriákban jelölték díjakra – végül a jelmeztervezésért járó díjat vihette el. A 71. BAFTA-gálán négy jelölésből szintén a jelmeztervezés kategóriájában nyert, továbbá a 75. Golden Globe-gálán is két jelölést szerzett.

## Szereplők
| Szerep                   | Színész               | Magyar hangja      |
| ------------------------ | --------------------- | ------------------ |
| Reynolds Woodcock        | Daniel Day-Lewis      | Berzsenyi Zoltán   |
| Alma Elson               | Vicky Krieps          | Bertalan Ágnes     |
| Cyril Woodcock           | Lesley Manville       | Menszátor Magdolna |
| Johanna                  | Camilla Rutherford    | N/A                |
| Henrietta Harding grófnő | Gina McKee            | N/A                |
| Nigel Cheddar-Goode      | George Glasgow        | N/A                |
| Dr. Robert Hardy         | Brian Gleeson         | N/A                |
| Barbara Rose             | Harriet Sansom Harris | N/A                |
| Mona Braganza hercegnő   | Lujza Richter         | N/A                |
| Lady Baltimore           | Julia Davis           | N/A                |
| Lord Baltimore           | Nicholas Mander       | N/A                |
| Peter Martin             | Philip Franks         | N/A                |
| Tippy                    | Phyllis MacMahon      | N/A                |
| Rubio Gurrerro           | Silas Carson          | N/A                |
| George Riley             | Richard Graham        | N/A                |
| Halász                   | Peter Cobden          | N/A                |
| Irattáros                | Ian Harrod            | N/A                |
| Mrs. Vaughan             | Jane Perry            | N/A                |

## Fogadtatás

### Bevételi adatok
A Fantomszál az Amerikai Egyesült Államokban és Kanadában 21,2 millió, míg a többi országban 26,6 millió dolláros bevételt termelt, így az összbevétele 47,8 millió dollár lett, 35 millió dolláros költségvetés mellett.

### Kritikai visszhang
A Rotten Tomatoes weboldalon a film 330 kritikus véleménye alapján 92%-ot kapott, átlagosan 10-ből 8,5 pontos értékeléssel. A weboldal összegzése szerint „A Fantomszál finoman szőtt narratíváját szépen kitölti a humor, a mámorító romantikus feszültség és Daniel Day-Lewis egy újabb megkapóan elkötelezett alakítása.”

### Fontosabb díjak és jelölések
| Díj              | Díjátadó          | Kategória                            | Jelölt               | Eredmény |
| ---------------- | ----------------- | ------------------------------------ | -------------------- | -------- |
| Oscar-díj        | 2018. március 4.  | legjobb rendező                      | Paul Thomas Anderson | Jelölve  |
| Oscar-díj        | 2018. március 4.  | legjobb férfi főszereplő             | Daniel Day-Lewis     | Jelölve  |
| Oscar-díj        | 2018. március 4.  | legjobb női mellékszereplő           | Lesley Manville      | Jelölve  |
| Oscar-díj        | 2018. március 4.  | legjobb eredeti filmzene             | Jonny Greenwood      | Jelölve  |
| Oscar-díj        | 2018. március 4.  | legjobb jelmeztervezés               | Mark Bridges         | Elnyerte |
| BAFTA-díj        | 2018. február 18. | legjobb férfi főszereplő             | Daniel Day-Lewis     | Jelölve  |
| BAFTA-díj        | 2018. február 18. | legjobb női mellékszereplő           | Lesley Manville      | Jelölve  |
| BAFTA-díj        | 2018. február 18. | legjobb filmzene                     | Jonny Greenwood      | Jelölve  |
| BAFTA-díj        | 2018. február 18. | legjobb jelmeztervezés               | Mark Bridges         | Elnyerte |
| Golden Globe-díj | 2018. január 7.   | legjobb férfi főszereplő – filmdráma | Daniel Day-Lewis     | Jelölve  |
| Golden Globe-díj | 2018. január 7.   | legjobb eredeti filmzene             | Jonny Greenwood      | Jelölve  |

## Fordítás
- Ez a szócikk részben vagy egészben  a   Phantom Thread című angol Wikipédia-szócikk fordításán alapul.  Az eredeti cikk szerkesztőit annak laptörténete sorolja fel. Ez a jelzés csupán a megfogalmazás eredetét és a szerzői jogokat jelzi, nem szolgál a cikkben szereplő információk forrásmegjelöléseként.